# Ujście (Braniewo)
Pour les articles homonymes, voir Ujście (homonymie).

Ujście est un village polonais de la voïvodie de Varmie-Mazurie, dans le powiat de Braniewo.